# Саут Дирфилд (Масачусетс)
Саут Дирфилд (енгл. South Deerfield) насељено је место без административног статуса у америчкој савезној држави Масачусетс.

## Демографија
По попису из 2010. године број становника је 1.880, што је 12 (0,6%) становника више него 2000. године.
| Група             | 2000.         | 2010.         |
| Белци             | 1.782 (95,4%) | 1.752 (93,2%) |
| Афроамериканци    | 15 (0,8%)     | 13 (0,7%)     |
| Азијати           | 8 (0,4%)      | 41 (2,2%)     |
| Хиспаноамериканци | 42 (2,2%)     | 61 (3,2%)     |
| Укупно            | 1.868         | 1.880         |